# Le Créneau
 (janvier 2023).
Si vous disposez d'ouvrages ou d'articles de référence ou si vous connaissez des sites web de qualité traitant du thème abordé ici, merci de compléter l'article en donnant les références utiles à sa vérifiabilité et en les liant à la section « Notes et références ».
Pour plus de détails, voir Fiche technique et Distribution.
Le Créneau est un film français réalisé par Nirina Ralanto et sorti en 2018.

## Fiche technique
- Titre original : Le Créneau
- Réalisation : Nirina Ralanto
- Scénario : Nirina Ralanto et Julien Ralanto
- Scripte : Émilie Delaunay
- Musique : Jesse Bray
- Photographie : David Merlin-Dufey
- Son : Robin Bouët
- Montage : Olivier Riche
- Décors : Clara Malapa
- Costumes : Héloïse Ralanto
- Effets spéciaux : Pierre-Alain M'barga
- Directrice de la production : Elsa Stoeffer
- Pays d'origine :  France
- Langue : français
- Producteur : Julien Ralanto
- Société de production : Révérence
- Société de distribution : CNC, OCS, Adami
- Format : couleur
- Genre : comédie, court métrage
- Durée : 23 minutes
- Mention CNC : tout public (visa no 149299 délivré le 20 novembre 2018)

## Distribution
- Marie-Pierre Casey : Mémé
- Hugues Jourdain : Max
- Jana Bitternova : Monitrice auto-école
- François Rabette : Examinateur
- Christian Abart : Passant

## Distinctions
- Sélectionné au Budapest Independent Film Festival 2020[1],[2].
- Prix du public au San Francisco Independent Film Festival
- Prix du jury au Prague Film Awards [1]